# Stimmklang
Über den Stimmklang kann bei gesprochener Sprache evtl. auf die Eigenschaften des Sprechers (z. B. Geschlecht und Alter) geschlossen werden. Der Stimmklang wird hauptsächlich vom Schwingungsverhalten der Stimmlippen während der Phonation bestimmt. 